# Isopachys gyldenstolpei
Espèce
Statut de conservation UICN

 LC  : Préoccupation mineure
Isopachys gyldenstolpei est une espèce de sauriens de la famille des Scincidae.

## Répartition
Cette espèce est endémique de Thaïlande.

## Étymologie
Cette espèce est nommée en l'honneur de Nils Gyldenstolpe (1886-1961).

## Publication originale
- Lönnberg, 1916 : Zoological results of the Swedish zoological expeditions to Siam 1911-1912 and 1914. 2. Lizards. Kungliga Svenska Vetenskapsakademiens Handlingare, vol. 55, no 4, p. 1-12 (texte intégral).